# Todd Lichti
Todd Samuel Lichti, né le 8 janvier 1967 à Walnut Creek en Californie, est un joueur américain de basket-ball évoluant au poste d'arrière.